# メトロポリタン鉄道A形蒸気機関車
メトロポリタン鉄道A形およびB形蒸気機関車はベイヤー・ピーコックが製造し、メトロポリタン鉄道にて1864年から運用された軸配置4-4-0Tの復水式蒸気機関車である。A形は合計で40機、そして1885年には小改良型のB形が26機製造された。地下鉄で使用するため、機関車は蒸気を復水し、また燃焼時の黒煙を減らすためにコークスまたは煙の出ない石炭を使用した。
20世紀始めの路線の電化後は引退し、1907年に40機が売却された。1936年には残り1機になり、それが現在ロンドン交通博物館で保存されている。

## 歴史

### 製造
1863年もメトロポリタン鉄道の開業時、グレート・ウェスタン鉄道（GWR）がメトロポリタン形蒸気機関車を使って運行した。しかし、1863年8月にGWRは運行から撤退し、メトロポリタン鉄道はパディントン駅からファリンドン駅まで地下路線の運行のために復水式蒸気機関車を必要とし、GWRの蒸気機関車を買い上げた。テンダーはマンチェスターのベイヤー・ピーコックで標準とされているもので、2600ポンドで機関車18機分がそれぞれ6ヶ月以内に用意された。機関車のデザインはメトロポリタン鉄道のエンジニアJohn Fowlerに頻繁に帰属したが、しかしデザインはベイヤー・ピーコックの機関車の開発が作っていたスペインのTudela & Bilbao Railwayが持っていて、Fowlerは動輪の直径、軸重と鋭いカーブを案内する機能を指定するのみであった。
1864年に引き渡された4-4-0タンク機関車は16インチ×20インチ（410 mm×510 mm）のシリンダーを備え、直径5フィート0.5インチ（1.537 m）の動輪と整備重量は42トン3クォートだった。ボイラー圧力は120psi（830kPa）で、先台車はビッセル台車、40立方フィート (1.1 m3)の石炭庫を備えていた。これは地下の鉄道で使用されることを目的とし、機関車は運転室に屋根を持たず、単純な見栄え目的のプレートを持つのみであった。地下での発煙を抑える為に、最初はコークスを燃やし、1869年からはウェールズ産無煙炭に切り替えた。
最初の18機の機関車には固有名を持ち、オーバーホールの際はネームプレートが取り外された。
| 1 | Jupiter | 4 | Mercury | 7 | Orion   | 10 | Cerberus | 13 | Daphne | 16 | Achilles |
| 2 | Mars    | 5 | Apollo  | 8 | Pluto   | 11 | Latona   | 14 | Dido   | 17 | Ixion    |
| 3 | Juno    | 6 | Medusa  | 9 | Minerva | 12 | Cyclops  | 15 | Aurora | 18 | Hercules |

これらの機関車は1866年から1868年にかけてそれぞれ5機ずつ、1869年には6機が増備された。これらの機関車を補給するテンダーは67立方フィート（1.9 m3）、1868年にボイラー圧力は130psi（900kPa）に強化された。1879年からはさらに機関車を必要とし、これらはAdams Bogiesによりデザインが変更され、軸距が8フィート1インチ（2.46m）となり、以前の機関車の8フィート10インチ（2.69m）より短くなった。これらの後期の全24機の機関車は1879年と1885年に引き渡された。
機関車は引き渡されると順番に番号が付けられ、1925年に、1870年より前に製造された機関車にはA形、それ以降の機関車にはB形の格付けが行われた。1868年に5機のBurnett 0-6-0タンク機関車がSt John's Wood Railway向けに配備された時、その機関車には34から38の番号が与えられ、A形は1-33号機と39-44号機から構成された。のちに0-6-0タンク機関車が売却されたあと、B形が先の番号にあてがわれ、B形は34-38と50-66号機となった。

### 運用
1880年から1885年の間、17機の機関車はEdgware Roadでボイラー交換され、1886年からあとはNeasden車庫で行われた。Neasdenでのボイラー圧力は150psi（1,000 kPa）に加圧され、1894年から後は動輪直径が5フィート10インチ（1.78m）に、シリンダーは17.5インチ（440mm）に増強された。1895年の後には運転室が設置されたが、乗務員からはトンネル内での作業があまりにも暑すぎると不評になった。
1873年と1884年に連結棒の破損事故があり、1885年に断面積が増大された。1893年に原型のアラン式弁装置をギブソン・アンド・リリー式弁装置に交換することで問題は最終的に解決され、1896年には全ての機関車に取り付けられた。
1898年、62号機が実験的に油を燃やしたが、地下での使用に適した質のオイルはあまりにも高価だった。1921年にはさらなる油の燃焼実験が行われた。
A形・B形はメトロポリタン鉄道の路線全体を通して活躍した。1884年には第20号までの機関車のほとんどはNeasdenの車庫にいて、27号機から33号機は東ロンドン鉄道で使われ、その他の21号機から50号機はEdgware Roadで、51号機から66号機はHammersmithでハマースミス&シティ線に使用された。

### 引退
1905年から06年にかけてロンドン市内線が電化された後は、多くの機関車が余剰となった。1907年に40機が売却あるいは解体され、1号機は1897年初期にベイカー・ストリートでの事故に巻きこまれた。1914年に多数の機関車がスクラップのためにR. Fraser and Sons送りになり、13機の機関車がen:Brill Tramwayでの分岐線や部門の仕事と作業の列車用に保有され続けた。他の機関車の買収、1935年のBrill tramwayの廃線、ロンドン・アンド・ノース・イースタン鉄道での貨物輸送への転用を経て、1936年にはこれらの機関車は残り1機を除いて全て売却または廃棄された。A形23号機(LT No.45)は現在ロンドン交通博物館で保存されている。
22号機は1925年にen:District Railway売却され、1931年に解体された。売却されたいくつかの機関車は多少長く生存した。7号機はen:Mersey Railwayに売却され1939年に引退し、44号機はダラムのPelaw main collieryで1948年まで生存した。

## 塗装
オリジナルの機関車には黒と黄色に明るいオリーブグリーンの線を引いていた。煙突は銅がかぶせられ前面に真鍮フィギュアのナンバーが付けられていた。ドームもまた磨かれた真鍮である。1885年にはMidcaredとして知られる暗い赤に塗り替えられ、ドームは塗装された。Midcaredは標準色のままにあり、1933年にLondon Transportに採用された。

### 書誌情報
- Bruce, J Graeme (1983). Steam to Silver. Capital Transport
- Casserley, H.C. (1977). The Later Years of Metropolitan Steam. Truro: D.Bradford Barton. ISBN 0-85153-327-2
- Goudie, Frank (1990). Metropolitan Steam Locomotives. Capital Transport. ISBN 9781854141187